# Theridion piligerum
Theridion piligerum là một loài nhện trong họ Theridiidae.
Loài này thuộc chi Theridion. Theridion piligerum được miêu tả năm 1867 bởi Frauenfeld.